# هدى زايد
هدى زايد (20 أبريل 1943 -) هي مغنية مصرية.

## حياتها ونشاتها
هدى محمد كامل زايد ولدت 20 أبريل 1943 في مركز طنطا بمدينة طنطا محافظة الغربية، ظهرت موهبتها الغنائية في سن مبكرة، وبدأت مسيرتها الفنية عام 1960، وسرعان ما لفتت انتباه الجمهور بصوتها الجميل وقدرتها على أداء مختلف الألوان الغنائية.
تزوجت من المغني عادل مأمون عام 14 فبراير 1959، وأثمرت تلك الزيجة عن ابنتين الأولى نهلة وهو الإسم الذي أطلقه محمد عبد الوهاب تيمناً بزوجته نهلة القدسي، أما الإبنة الثانية تدعى هالة، وقدما معاً عدة أعمال ومنها أغنية بعنوان بنت وولد.
اعتزلت هدى زايد الغناء عام 1990، لكنها عادت للغناء مرة أخرى في عام 2022، وأصدرت ألبومًا غنائيًا جديدًا بعنوان هدى زايد 2022.

## مسيرتها
تعاونت هدى مع عدد كبير من كبار الملحنين والشعراء، منهم رياض السنباطي، وفريد الأطرش، وحسن نشأت، وعادل مأمون، وأحمد صدقي، ومحمد سلطان، ومحمد الموجي، ومأمون الشناوي، وعبد المنعم السباعي، ومجدي نجيب، وبخيت بيومي، وعبد العزيز سلام، وإمام الصفطاوي، وزين العابدين عبد الله، ومحمد حلاوة.

## أغانيها
قدمت هدى زايد العديد من الأغاني منها:
- يا حبيبي قوللي آخر جرحي إيه.
- يا حبيبي قد إيه كلمة حبيبتي كلمة حلوة.
- فين اللي ظلمك يا ليل.
- فاكرنا والا ناسينا.
- الكلمتين.
- ساعة وبس.
- إن وصلت الرسالة.
- لو بالعين، التي كتبها عبد الرحمن الأبنودي ولحنها حسن نشأت، والتي تعتبر من أشهر الأغاني في تاريخ الأغنية العربية.